# Wistow, North Yorkshire
Wistow är en ort och civil parish i Storbritannien.   Den ligger i grevskapet North Yorkshire och riksdelen England, i den centrala delen av landet, 260 km norr om huvudstaden London. Wistow ligger 4 meter över havet och antalet invånare är 440.
Terrängen runt Wistow är mycket platt. Runt Wistow är det ganska tätbefolkat, med 120 invånare per kvadratkilometer. Närmaste större samhälle är York, 15,7 km norr om Wistow. Trakten runt Wistow består till största delen av jordbruksmark.